# Jupiter in Kallisto (Boucher, 1759)
Jupiter in Kalisto ali Nimfa Kalisto, ki jo je Jupiter zapeljal v preobleki Diane je slika Françoisa Boucherja iz leta 1759, ki je zdaj v umetniškem muzeju Nelson-Atkins v Kansas Cityju v ZDA.
Prikazuje Jupitra, ki je zaljubljen v Kalisto in jo je zapeljal, medtem ko je bil preoblečen v Diano. Slika prikazuje spogledovanje med boginjo lova in njeno najljubšo nimfo.
Umetnik se je s temo ukvarjal že v prejšnji različici iz leta 1744, z več okrasnimi in bukoličnimi figurami in prizori, medtem ko je v tej kasnejši kadriranje bližje in se osredotoča predvsem na pohotnost in intimnost.